# Otto Scharf (Ingenieur, 1857)
Otto Eduard Scharf (* 14. Juli 1857 in Klein Ostrau bei Dürrenberg; † 22. März 1935 in Halle) war ein deutscher Bergbauingenieur, Oberbergrat und Verwaltungsbeamter.

## Leben
Otto Scharf stammte aus einer gutsituierten Familie. Sein Vater, Eduard Scharf, war Gutsbesitzer und Pächter der Königlichen Domäne Dürrenberg, seine Mutter, Marie Scharf, geb. Kramer, war die Tochter eines Gutsbesitzers in Kleinkorbetha. Er studierte an der Friedrichsuniversität Halle, der Bergakademie Berlin und der Friedrich-Wilhelms-Universität Berlin. Zu seinen akademischen Mentoren zählten unter anderem der Mineraloge Christian Samuel Weiss und der Geologe Heinrich Ernst Beyrich. Nach seinem Studium entschied er sich für eine berufliche Laufbahn im preußischen Staatsdienst, wo er als Bergassessor begann und bis zum Geheimrat emporstieg.
Zuerst als Bergmeister, später als Berghauptmann und Oberbergrat, war Scharf in allen Instanzen und Regionen des preußischen Staatsbergbaus tätig. 1884 arbeitete er im höheren Dienst beim Oberbergamt in Halle. Ein Jahr später wechselte er zur  Königlich Preußischen Bergwerksdirektion in Saarbrücken. 1886 wurde Scharf Berginspektor der Grube Heinitz bei Neunkirchen (Saar). Ab 1888 war er als Bergmeister beim Landesoberbergamt Dortmund tätig. Im Anschluss leitete Scharf in Breslau das Dezernat für Schlagwettergruben in Schlesien.
Während der Hibernia-Affäre und den damit verbundenen Spannungen zwischen dem preußischen Fiskus und dem Rheinisch-Westfälischen Kohlen-Syndikat wurde Otto Scharf im Jahr 1905 von Wilhelm II. zum Wirklichen Geheimrat und Vorsitzenden der Bergwerksdirektion Dortmund berufen. Damit stand er an der Spitze der preußisch-westfälischen Staatsbergwerke. 1907 wechselte Scharf ins Mitteldeutsche Braunkohlerevier und wurde Direktor des Oberbergamtes in Halle.
Am 26. September 1917 gründete er gemeinsam mit Johannes Walther den Halleschen Verband für die Erforschung der mitteldeutschen Bodenschätze und ihrer Verwertung. Dieser Verein war in Deutschland ein Novum. Er erschloss ein enormes Innovationspotential für die Region und vereinte die Leiter der naturwissenschaftlichen Universitäten sowie staatlicher Institute mit den Bergbaubehörden und den führenden Persönlichkeiten des provinzialsächsischen Bergbaus nebst der darauf gründenden Industriebetriebe.
Am 11. Juli 1920 erhielt Otto Scharf die Ehrendoktorwürde (Dr. phil. h. c.) der Friedrichsuniversität Halle-Wittenberg. 1921 trat er in den Ruhestand, leitete jedoch den Halleschen Verband für die Erforschung der mitteldeutschen Bodenschätze und ihrer Verwertung bis zu seinem Tod.

## Familie
Otto Scharf war seit 1887 mit Emma Natalie Alma Scharf (geb. von Schönberg) verheiratet. Gemeinsam hatten sie zehn Kinder. Während des Ersten Weltkriegs fielen ihre Söhne Otto im Alter von 27 und Hans im Alter 23 Jahren in Frankreich. Ihre Tochter Lotte starb 1918 an einer Krankheit im Alter von 18 Jahren. Ihr Sohn Willi Scharf promovierte 1924 zum Doktor der Naturwissenschaften und wurde als Geologe später ein langjähriges Mitglied der Österreichischen Geologischen Gesellschaft.
Der Geologe und Vorstandsvorsitzende der A. Riebeck’sche Montanwerke Otto Scharf (1875–1942) war ein Neffe von Otto Scharf.

## Nachwirken
In Ehrung seiner Leistungen für den Mitteldeutschen Braunkohlenbergbau erhielt 1937 die Otto-Scharf-Grube bei Köttichau seinen Namen, damals weltweit ein Tagebau der Superlative. Im Bottroper Stadtteil Eigen ist die Scharfstraße nach ihm benannt.